# Classe de luminosité
En astronomie, la classe de luminosité permet de distinguer les étoiles en fonction de leur luminosité, de même que le type spectral permet de les distinguer en fonction de leur température. La classe de luminosité est également le deuxième axe du diagramme HR. 

## Luminosité et âge
La luminosité et la température sont aussi liées, à travers la loi de Stefan-Boltzmann, qui peut s'écrire :
{\displaystyle L=4\pi \sigma R^{2}T^{4}}
où, L est la luminosité, σ est la constante de Stefan-Boltzmann (ou constante de Stefan), R le rayon de l'étoile, et T sa température effective. Cette relation permet de donner la définition de la température effective : c'est la température du corps noir équivalent de l'étoile qui rayonne une luminosité L pour un rayon R.
Pour une étoile de masse donnée et de composition chimique donnée, la luminosité de l'étoile dépend de l'âge. Il n'y a pas de relation univoque âge-luminosité. Toutefois, en première approximation, les classes de luminosité sont une indication de l'état d'évolution de l'étoile et donc de son âge.

## Classification MKK
La classification des étoiles dans les classes de luminosité est appelée classification MKK, introduite en 1943 par William Morgan, Philip C. Keenan et Edith Kellman de l'observatoire Yerkes. Cette classification est basée sur des raies spectrales sensibles à la gravité de surface, qui elle-même détermine la luminosité. En effet, le rayon d'une étoile géante étant très supérieur à celui d'une naine de même masse, la gravité à la surface d'une géante est beaucoup plus faible qu'à la surface d'une naine. Ces différences affectent à la fois l'intensité et la largeur des raies spectrales.
On distingue les classes et sous-classes de luminosité suivantes :
| Classe         | sous-classe     | description                                            | description                                                        |
| -------------- | --------------- | ------------------------------------------------------ | ------------------------------------------------------------------ |
| I              | Ia+, Ia-0 ou 0, | (étoile) supergéante                                   | (étoile) supergéante extrêmement lumineuse ou (étoile) hypergéante |
| I              | Ia,             | (étoile) supergéante                                   | (étoile) supergéante lumineuse                                     |
| I              | Iab             | (étoile) supergéante                                   |                                                                    |
| I              | Ib,             | (étoile) supergéante                                   | (étoile) supergéante peu lumineuse                                 |
| II,            | II,             | (étoile) géante brillante ou (étoile) géante lumineuse | (étoile) géante brillante ou (étoile) géante lumineuse             |
| III,           | IIIa            | (étoile) géante normale                                | (étoile) géante normale                                            |
| III,           | IIIab           |                                                        |                                                                    |
| III,           | IIIb            |                                                        |                                                                    |
| IV,            | IV,             | (étoile) sous-géante,                                  | (étoile) sous-géante,                                              |
| V,             | V,              | étoile de la séquence principale ou (étoile) naine     | étoile de la séquence principale ou (étoile) naine                 |
| sd, ou VI,     | sd, ou VI,      | (étoile) sous-naine, (peu utilisé)                     | (étoile) sous-naine, (peu utilisé)                                 |
| D,, wd ou VII, | D,, wd ou VII,  | naine blanche,                                         | naine blanche,                                                     |

Par exemple, le Soleil est une naine jaune, une étoile qui n'a pas encore vieilli assez pour s'éloigner beaucoup de la ligne de séquence principale d'âge nul (ZAMS, pour zero-age main sequence en anglais) dans le diagramme HR. Une fois qu'elle aura terminé de brûler son hydrogène dans le cœur, elle deviendra une sous-géante puis montera sur la branche des géantes, avec donc une luminosité plus grande, mais une température de surface plus faible aussi (elle apparaîtra donc rouge plutôt que jaune : une géante rouge).

## Classification du Mount Wilson
La classe de luminosité dite « classification de Mount Wilson » a été utilisée pour distinguer les différences en luminosité parmi les étoiles ayant une température similaire, c'est-à-dire un même type spectral Harvard — différences de luminosite qui sont typiquement d'un facteur 10 000 entre géante et naine de type K. 5 classes de luminosités sont définies, sous la forme d'une ou deux lettres minuscules précédant le type spectral Harvard — par exemple gK0 pour une géante K0, qui serait écrite par K0III dans le système MKK. Ces classes sont parfois encore utilisées aujourd'hui, essentiellement pour les sous-naines (sd).
| Classe | MKK | Signification |
| ------ | --- | ------------- |
| c      | I   | Supergéante   |
| g      | III | Géante        |
| sg     | IV  | Sous-géante   |
| d      | V   | Naine         |
| sd     | VI  | Sous-naine    |